# Free Zone
Free Zone è un film del 2005 diretto da Amos Gitai.
È stato presentato in concorso al Festival di Cannes 2005, dove Hanna Laszlo ha vinto il premio per la miglior interpretazione femminile.

## Trama
Rebecca, una giovane americana in visita a Gerusalemme subito dopo aver rotto il fidanzamento, prende un taxi guidato da Hanna, una donna ebrea religiosa. Hanna è sulla strada per la zona del libero scambio della Giordania per riscattare un credito del marito, ferito poco prima in un attacco terroristico. Nella zona franca incontrano Laila, collegamento palestinese del marito con il mercato nero locale. Le tre donne partono per un viaggio pieno di tensione.
Il film si apre con lungo primo piano stretto in piano sequenza di Rebecca che piange seduta sul sedile posteriore di un taxi (che poi si scoprirà essere di Hanna), guardando la città fuori dal finestrino. All'inizio si sente in sottofondo la canzone tradizionale pasquale di Chava Alberstein, "Had Gadia". La canzone è considerata una canzone di protesta politica contro l'occupazione israeliana.
La canzone "Ain Ani" di Shotei Hanevua conclude il film.

## Riconoscimenti
- Festival di Cannes 2005
  - Miglior interpretazione femminile (Hanna Laszlo)